# ريان ديفيز (ممثل كوميدي)
ريان ديفيز (بالإنجليزية: Ryan Davies)‏ (و. 1937 – 1977 م) هو ممثل كوميدي، ومغني، وملحن، ومدرس، وممثل تلفزي بريطاني، توفي في بوفالو، نيويورك، عن عمر يناهز 40 عاماً، بسبب الربو.

## التعليم
تعلم في المدرسة المركزية للخطابة والدراما ‏، وتعلم في Athrolys ‏
.

## وصلات خارجية
- ريان ديفيز على موقع IMDb (الإنجليزية)
- ريان ديفيز على موقع ميوزك برينز (الإنجليزية)
- ريان ديفيز على موقع ديسكوغز (الإنجليزية)

- ريان ديفيز في قاعدة بيانات الأفلام على الإنترنت